# Ляпино (Владимирская область)
Ляпино — участок (населённый пункт) в Киржачском районе Владимирской области. Входит в Филипповское сельское поселение.
Участок расположен в сосновом бору, на границе с Павлово-Посадским районом Московской области. Бывший посёлок торфоразработчиков. В 2-х километрах от Ляпино располагается деревня Бынино.
Грунтовые автодороги: Ляпино — Бынино, грунтовая автодорога на месте бывшей узкоколейки.

## История
В 1940-х — 1950-х годах организована торфоразработка участка Ляпино. Через Ляпино в 1950-х — 1990-х годах проходила узкоколейная железная дорога Электрогорского торфопредприятия: Электрогорск — Ляпино — Желудево. Официально железнодорожная линия до Желудево была разобрана в 1993 году, однако последние документально подтверждённые случаи движения поездов зафиксированы в 1990 году на участке до станции Ляпино..

## Население
| 2002 | 2010 | 2021 |
| ---- | ---- | ---- |
| 3    | →3   | →3   |

### Топографические карты
- Лист карты N-37-III. Масштаб: 1 : 200 000. Указать дату выпуска/состояния местности.